# استفانی شیلر
استفانی شیلر (انگلیسی: Stephanie Schiller؛ زادهٔ ۲۵ ژوئیهٔ ۱۹۸۶) از برندگان مدال‌های بازی‌های المپیک تابستانی و قایقران روئینگ اهل آلمان است.